# Вуосаарі (тунель)
Вуосаарі (фін. Vuosaaren tietunneli, швед. Nordsjö vägtunnel) — автомобільний двогалерейний тунель у Вуосаарі на автошляху 103 Гельсінкі, Фінляндія. Відкрито 9 жовтня 2007 р. Складова Кільцевої автодороги ІІІ
Довжина тунелю — 1 520 метрів, на середину 2010-х, це третій завдовжки тунель Фінляндії. Найглибша точка закладення тунелю — 25 метрів нижче рівня моря під затокою Порварінлахті. 
Будівельні роботи тривали три роки і коштували 43 мільйони євро. Восени 2016 року в тунелі проводені великі ремонтні роботи, протягом яких його було закрито більше місяця.
Титул найдовшого тунелю Фінляндії "Вуосаарі" втратив у січні 2009 року, коли відкрився автомобільний тунель "Карнаен", завдовжки 2,2 км.
- Довжина: 1 520 м
- Ширина: 2 × 11 м
- Має смуги: 2 + 2

## Примітки

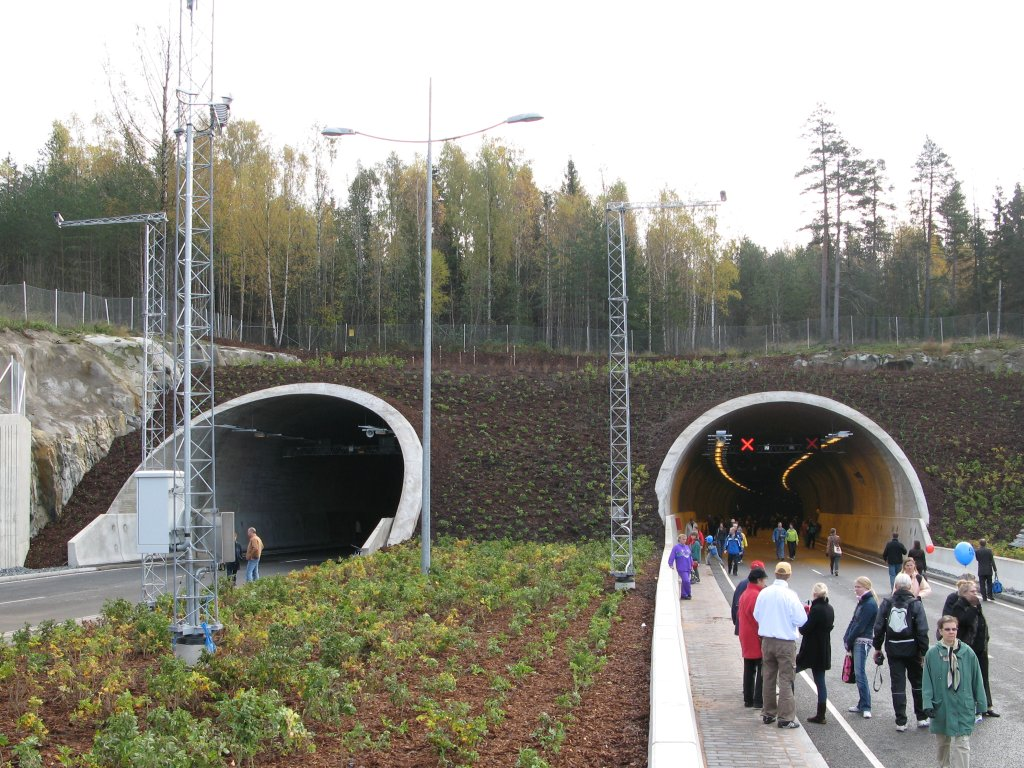
Тунель Вуосаарі 7 жовтня 2007